# Міхаель Стріхарж
Міхаель Стріхарж (нім. Michael Stricharz, 11 квітня 1946, Відень) — всесвітньо відомий європейський скрипаль, діяч культури, музичний педагог. Учень скрипаля-віртуоза Генрика Шерінґа. Професор скрипки Гамбурзької академії музики. Учасник оркестру Ваґнерівського оперного фестивалю в Байройті, Стокгольмської філармонії, Рейнського камерного оркестру Кельна, Люксембурзького камерного оркестру Solistes Européens, Державного філармонічного оркестру та оркестру Державної Гамбурзької опери, академік Міжнародної академії наук і мистецтв ООН у Нью-Йорку, почесний член Львівської Національної філармонії і Львівської Національної опери ім. С. Крушельницької, почесний професор Львівської Національної музичної академії ім. М. Лисенка, відомий у світі меценат музичного мистецтва.

## Життєпис

### Дитинство
11 квітня 1946 року народився у Відні, у пологовому будинку на Карлсплятц. Сам будинок було зведено на території колишнього старого міського цвинтаря, в землі якого й досі покояться останки геніального італійського композитора та скрипаля-віртуоза Антоніо Вівальді. У 1949 році батьки, як військовослужбовці, змушені були повернутися на терени СРСР, в Україну. Батько Аркадій Стріхарж народився поблизу Києва, в багатодітній сім'ї, а мама Серафима походила з родини Грінбергів і народилася в Умані. Напередодні Другої світової війни сім'ї Стріхаржів довелося пережити страшний час голодомору. Тоді вижити вдалося тільки завдяки фінансовій допомозі рідного брата глави сім'ї, який ще у двадцятих роках виїхав у США, де став відомим голлівудським актором під іменем Даніель Стар. Після повернення з Австрії оселились у Львові у будинку, що на вулиці Пісковій, 14.

### Львівська музична школа-десятирічка
З 5 років Міхаель відвідував приватні уроки по класу скрипки соліста-концертанта, камераліста, композитора і педагога, одного із фундаторів Львівської скрипкової школи, учня Станіслава Барцевича у Варшавській консерваторії, згодом Л. Ауера, М. Безекирського у Петербурзі і М. Ерденка, професора Львівської державної консерваторії ім. М. Лисенка, колишнього директора (1944—1945) Львівського музичного училища Осипа Москвичіва. У музичну школу батьки віддали випадково, сусід, відомий у Львові доктор Акс (син якого, Емануїл Акс, народжений у Львові, є в наші дні один з найвідоміших у світі піаністів, проживає в Америці) почув, як Міхаель співав, і порадив батькам віддати його в музичну школу-десятирічку при Львівській державній консерваторії ім. М. Лисенка (нині Львівський державний музичний ліцей ім. С.Крушельницької), де Міхаель займався у класі одного із засновників української скрипкової школи, композитора і педагога Вадима Стеценка (син Кирила Стеценка), а згодом у класі викладачів школи Дмитра Колбіна, Олександра Вайсфельда, Олександра Єгорова. У 1964 році голова випускних іспитів, професор Львівської консерваторії, відомий скрипаль і педагог Дмитро Лекгер відзначає Міхаеля, як одного із найздібніших випускників школи.

### Студентські роки

#### Новосибірська державна консерваторія ім. М. Глінки
Після закінчення школи Міхаель вирішив продовжити навчання в Новосибірській державній консерваторії ім. М.Глінки, яка була щойно відкритою, а тому вважалася наймолодшою в усьому СРСР. На той час ректором консерваторії був відомий український органіст та музикознавець Арсеній Котляревський, проректором — випускник Львівської консерваторії, тромбоніст, педагог і мистецтвознавець Володимир Гузій, а цикл музично-теоретичних дисциплін викладав випускник Львівської консерваторії, син видатного українського композитора-авангардиста Всеволода Задерацького — Всеволод Всеволодович Задерацький. Студент М.Стріхарж займався по класу скрипки у відомого учня одного із основоположників радянської скрипкової школи Лева Цейтліна — професора Олександра Амітона. Після другого курсу навчання у Новосибірську вирішив продовжити свій вишкіл у Львівській державній консерваторії ім. М. Лисенка.

#### Львівська державна консерваторія ім. М. Лисенка
Навчався у класі відомої віртуозної скрипальки, професорки консерваторії Олександри Деркач. Як студент відзначався високою інтелектуальною обізнаністю в історії світового мистецтва, його оригінальним світобаченням та підкресленою активністю у студентсько-громадському житті консерваторії. Був учасником камерного оркестру Львівської національної музичної академії ім. М. В. Лисенка.
У 1968 р. сторінки мистецьких видань СРСР зарясніли повідомленнями про блискуче виконання музикантом семи номерів з балету-пантоміми Ігоря Стравинського «Історія солдата» (диригент Юліан Балух) — твору, який був поставлений у Львові під художнім керівництвом видатних музикантів, професорів Львівської консерваторії Стефанії Павлишин і Анджея Нікодемовича. У Києві прем'єра відбулася під егідою видатного українського диригента Стефана Турчака. Твір був вперше виконаний як на теренах усього СРСР, так і Східної Європи.
Випускник Стріхарж 1969 року був удостоєний ексклюзивної честі отримати посвідчення «Почесного студента Львівської державної консерваторії ім. М. В. Лисенка». Подібного статусу за всю історію цього навчального закладу були удостоєні усього троє його осіб.

### Сімейне життя
Під час туристичної поїздки в Польщу зустрів Ельжбету Едель, родинне коріння якої походило з Львівщини: мама народилася у Стрию, а батько був львів'янином. З цього роду виходець — один із творців львівської математичної школи першої половини двадцятого століття — вчений зі світовим ім'ям Генрік Едель-Кринський, котрий згодом став ректором Гданської політехніки. Батько Ельжбети — Кароль Едель, львів'янин, інженер, один із найвідоміших діячів тогочасної економіки Польщі, який обіймав посаду генерального директора енергетичного комбінату міста Катовіце. Дружина за своїм фахом була економістом. У 1969 р. Міхаель та Ельжбета узаконили свої стосунки. Після укладення шлюбу з іноземкою у Міхаеля почалися проблеми з радянською бюрократією. Йому вдалося переїхати до дружини в Польщу тільки за два роки після одруження, аж у 1971 році, тоді зміг побачити сина, якому було уже 8 місяців.
Дружина Ельжбета, сини Данієль (1970) і Філіп (1978), що стали в Німеччині відомими адвокатами, шість онуків. Одна з невісток Міхаеля Стріхаржа походить з давнього гамбурзького роду Бартольдів, який тісно дотичний до постаті великого німецького композитора, диригента і музично-громадського діяча Фелікса Мендельсона, рівно ж як і до походження одного із найвизначніших поетів та журналістів Німеччини ХІХ століття Генріха Гайне та до родоначальника німецької класичної філософії Еммануїла Канта. Племінник і племінниця Міхаеля Стріхаржа посідають одні з найвищих постів в  урядах США і Швеції.

## Творчість
У травні 1971 року, приїхавши в Катовіце, Стріхарж виграє конкурс-прослуховування на посаду концертмейстера симфонічного оркестру Шльонської філармонії м. Катовіце (Польща) та, водночас, обіймає посаду викладача по класу скрипки в Академії Музичній. У вересні 1971 року подружжя переїжджає на постійне місце проживання до Швеції, де мешкала сестра дружини Барбара. Після прискіпливого прослуховування обдарованому музикантові вдається отримати перемогу у конкурсі на посаду концертмейстера оркестру в одному із найвідоміших серед симфонічних оркестрів світу — Королівському філармонічному оркестрі Стокгольма. Наприкінці 1971 року на ім'я музиканта надходить нове запрошення, на цей раз від одного із найвідоміших оркестрів Європи — Рейнського камерного оркестру в Кельні (Німеччина). Після проведеного конкурсу скрипаль стає першим концертмейстером оркестру (1972—1974). Сім'я переїхала до Німеччини.
У 1972 році, музиканта запросили до Швейцарії, в Женеву, на приватний концерт, присвячений пам'яті Стравинського Ігоря Федоровича, який мав відбутися в домі Теодора Стравинського Теодор Стравинський — відомого європейського художника, одного з синів композитора. В програму цього особливого концерту творів Ігоря Стравинського була включена й опера-балет «Історія солдата». Разом з Міхаелем у цьому незвичайному мистецькому дійстві грали провідні музиканти найвідоміших європейських оркестрів. А серед слухачів були такі відомі постаті, як композитор Святослав Стравинський (другий син Ігоря Стравинського), всесвітньовідомий американський балетмейстер Джордж Баланчин, великий англійський композитор Бенджамін Бріттен, геніальні французькі актори Ів Монтан з дружиною Симоною Сіньоре (дівоче ім'я — Шимона Камінкер, її дідусь жив у Львові), великий комік ХХ століття Луї де Фюнес, неповторний актор-мім і художник Марсель Марсо (справжне прізвище — Мангель). Його родина по мамі мала галицьке коріння та походила з села Яблунів (нині Коломийський район Івано-Франківської області), геніальний художник Марк Шагал, чарівна актриса Марина Владі, неперевершений актор Мішель Пікколі, улюбленець цілого світу — відомий французький композитор Мішель Легран та інші видатні діячі культури і мистецтва. Коли ж усі вони довідались, що Стріхарж зі Львова, то, зокрема, Симона Сіньоре з Марселем Марсо, а також Марк Шагал цілий вечір присвятили бесіді з Михайлом після концерту — польською і російською мовами, за келихом шампанського. За роки після цього Михайло ще не раз зустрічатиметься з Симоною Сіньоре, Мішелем Пікколі і Мариною Владі, зокрема, і під час Вагнерівського фестивалю в Байройті.
У 1974 році Михайло Стріхарж отримав листа, в якому музиканта запросили посісти місце заступника концертмейстера, з правом займати одне із найпочесніших місць в легендарному Фестивальному Вагнерівському Оркестрі м. Байройт, що у Баварії. Лист був підписаний власноручно самим директором Вагнерівського фестивалю — внуком великого Ріхарда Вагнера — Вольфгангом. Від часу самого Ріхарда Вагнера для участі у Фестивалі запрошуються у позаконкурсному форматі найкращі, на думку дирекції Фестивалю, музиканти світу. А тому, сам факт запрошення на цей Фестиваль є доконаним свідченням найвищого визнання виконавця. За усю історію його проведення у ньому взяло участь усього двоє артистів українського походження, а саме, один із найвідоміших басів ХХ століття — житомирянин Олександр Кіпніс і уродженка Станіславова (нині Івано-Франківськ) Ірина Маланюк, котра своїм неперевершеним меццо-сопрано тріумфувала в операх Вагнера під час Фестивалю з 1951 по 1953 роки, а Міхаелеві Стріхаржу випало стати третім у переліку вихідців з України. Маестро Стріхарж прислужився до організації та участі у цьому знаковому Фестивалі аж 26 років поспіль. Саме за великий вклад у мистецький літопис Фестивалю Стріхаржа було нагороджено однією із найпрестижніших відзнак мистецтва Німеччини — «Золотою Вагнерівською Медаллю».
У 1974 році його запрошують на посаду першого концертмейстера симфонічного оркестру міста Вупперталь (Німеччина). У цьому оркестрі Стріхаржу випала честь посісти місце, яке ще наприкінці 19 століття обіймав неперевершений майстер Віденської оперети, видатний угорський композитор Франц Легар.
Один із найвідоміших скрипалів ХХ століття польсько-мексиканський віртуоз Генрік Шерінг запропонував Міхаелеві вступити до нього на навчання в аспірантуру при Кельнській Вищій музичній школі. М. Стріхарж став єдиним аспірантом у педагогічній біографії Шерінга. Сам Шерінг, вірячи в артистичне майбутнє молодого скрипаля, зробив його володарем скрипкового смичка відомої англійської фірми «Hill», який колись особисто належав великому австрійському композитору і скрипалеві Фріцу Крейслеру та скрипки, виготовленої знаменитими французькими майстрами ХIХ століття з об'єднання «Gand et Bernardel», подарованих йому великим педагогом та неперевершеним маестро. Два роки занять в аспірантурі у Шерінга додали Стріхаржу до усіх його знань і умінь принципово нових навичок щодо цілісного осмислення виконуваних музичних творів. Генріку Шерінгу вдалося заохотити Михайла Стріхаржа до педагогічної праці.
У 1976 році Міхаель отримує запрошення працювати заступником концертмейстера в одному із найвідоміших оркестрів Європи та світу — симфонічному оркестрі Гамбурзької філармонії, який, водночас, виконує функції і оркестру одного із найстаріших оперних театрів Європи, заснованого у 1676 році — Гамбурзької Опери. А до запрошення на працю в оркестрі Михайло Стріхарж отримує пропозицію обійняти посаду професора по класу скрипки в одному із найпрестижніших серед європейських вищих навчально-музичних закладів — Гамбурзької вищої школи музики і театру.
Мистецька доля маестро у різні роки життя була тісно пов'язана із такими знаковими постатями світової музичної культури, як видатні оперно-симфонічні диригенти ХХ століття Герберт фон Караян, Карл Бем, Карлос Клайбер, Клаудіо Аббадо, визначний скрипаль Ієгуді Менухін, великі співаки нашого часу Монсеррат Кабальє, Пласідо Домінго та Бірґіт Нільсон, диригент і піаніст світового визнання Даніель Баренбойм, відомий композитор Мішель Легран та цілий ряд інших відомих митців сучасності.
Міхаеля Стріхаржа запрошують у журі відомих міжнародних музичних конкурсів — ім. Г.Шерінга, ім. Д.Ойстраха, ім. Г.Венявського, ім. І.Падеревського, ім. К.Ліпінського, ім. Телемана, ім. М.Лисенка, ім. С.Сондецкіса, ім. С.Крушельницької, ім. Б.Гмирі, Астана-Конкурс, Євразія-Конкурс, Палермо-Конкурс, Лісабон-Конкурс, Мадейра-Конкурс, Новосибірськ-Конкурс, Конкурс Батьківщина Чайковського, Міжнародний конкурс імені Ліани Ісакадзе, Грузія й інші. Учасник найвагоміших міжнародних музичних фестивалів — Вагнерівський Фестиваль в Байройті, Шлезвіг-Гольштейн Фестиваль, Единбург Фестиваль, Токіо Фестиваль, Буенос-Айрес Фестиваль, Ріо-де-Жанейро Фестиваль, Фестиваль Париж, Фестиваль Варшавська Осінь і інші.
Високо оцінюючи внесок Міхаеля Стріхаржа в розвиток європейського музичного мистецтва, Гільдії Скрипкових Майстрів Німеччини і Польщі піднесли йому іменні, присвячені Міхаелю Стріхаржу скрипки, які були зроблені на честь маестро всесвітньо відомими майстрами цих країн — Кшиштофом Крупою і Гюнтером Лобе.

## Український культурний контекст
З часу незалежності України митець неодноразово був запрошений членом журі найбільших міжнародних музичних конкурсів нашої країни, як то — імені Миколи Лисенка, Соломії Крушельницької, Бориса Гмирі, Давида Ойстраха та ін.
Заснував у 1992 р. Німецький культурний фонд «Michael Stricharz Foundation Dall‘Arco Hamburg», у якому є президентом. Діяльність Фонду у формі присудження престижних міжнародних премій та іменних грошових стипендій скерована на підтримку молодих талантів Східної Європи, зокрема України. Серед Лауреатів Фонду відомі митці: Мирослав Скорик, Олег Криштальський, Юрій Луців, Стефанія Павлишин, Етелла Чуприк, Василь Пилип'юк, Тадей Едер.
Завдяки роботі Фонду і особистій ініціативі маестро Стріхаржа з перших років здобуття Україною незалежності, вже понад тридцять років поспіль проводяться резонансні національні та міжнародні юнацькі конкурси скрипалів, піаністів та струнних квартетів і конкурси молодих оперних співаків, що відкривають нових яскравих виконавців, якими сьогодні пишається музичне мистецтво світу. У 1992 році професор Стріхарж заснував у Львові перші в незалежній Україні юнацькі міжнародні конкурси скрипалів.
|  | Я прагну моїми проектами не тільки виявляти таланти, але привносити в творче і людське становлення кожного учасника моїх проектів частинку внутрішнього задоволення, яке допоможе ставати їм щасливими людьми. Для мене особисто це внутрішня потреба і необхідність. |

Щедрою є меценатська діяльність Фонду. Адже серед інших його ініціатив Михайло Стріхарж не обійшов увагою у матеріальній підтримці і Alma mater — Львівську національну музичну академію імені Миколи Лисенка, для якої у непростий економічний для України час дев'яностих років, її вдячний колишній студент придбав чималу кількість різноманітного вартісного приладдя, зокрема, для струнних інструментів закладу.
На запрошення Міхаеля Стріхаржа у серпні 1995 р. Василь Сліпак разом із камерним оркестром «Академія» (Львів), під диригуванням Мирослава Скорика, взяв участь у 45 Міжнародному музичному молодіжному фестивалі «Das Treffen» (Байройт, Німеччина), виконав партію з опери К. Орфа «Бернауерін». Тоді ж М. Стріхарж організував зустріч Василя Сліпака із диригентом Даніелем Баренбоймом.
Міхаелю Стріхаржу присвячені твори львівських композиторів — «Камерний Концерт для скрипки» Анджея Нікодемовича і
музичне дійство «Meisterspieler aus Hamburg» (скетч-шоу на теми із опери Р.Ваґнера «Майстри співу з Нюрнберґу» (прем'єра 1996 р.) Богдана Котюка.

## Нагороди
- 1969 р. — удостоєний ексклюзивної честі отримати посвідчення «Почесного студента Львівської державної консерваторії ім. М. В. Лисенка»[6].
- 1992 р. — перший в історії навчального закладу Почесний професор Львівської державної консерваторії ім. М. В. Лисенка[17].
- Почесний член «Товариства Ріхарда Вагнера» (Німеччина)[18].
- Почесний член «Товариства Генрика Венявського» в Любліні (Польща)[18].
- 1996 р. — Володар Срібної і Золотої Медалі Вагнерівського Фестивалю в Байройті (Німеччина).
- Почесний Президент Львівського Камерного Оркестру[18].
- Doctor honoris causa i Professor honoris causa Львівської Національної Музичної Академії ім. М. Лисенка (Україна), Національної Алма-Атинської Консерваторії ім. Курмангази (Республіка Казахстан), Національного Алма-Атинського Університету ім. Абая (Республіка Казахстан), Державної Тольяттінської Консерваторії (Росія)[18].
- Почесна Золота Медаль Вільного і Ганзейського Міста Гамбург «Goldener Portugalese» (Німеччина).
- Почесна медаль міста Люблін (Польща).
- Почесна золота медаль ім. М.Лисенка Українського державного міжнародного центру культурних ініціатив[19].
- Почесна медаль міста Львова (Україна).
- Почесна Золота Медаль «Тюрксой» (Туреччина).
- Почесна Срібна Медаль Верхньої Франконії (Баварія, Німеччина).
- Почесний Іменний Золотий Кортик Академії Витончених Мистецтв Німеччини.
- Державна медаль «Астана» (Республіка Казахстан).
- Почесна Відзнака Міністерства закордонних справ України.
- Почесна Відзнака Міністерства освіти Республіки Казахстан.
- Почесні Відзнаки Міністерств культури України, Казахстану, Польщі, Росії.
- Почесна медаль Варшавського музичного університету імені Фридерика Шопена (Польща).
- «Почесна медаль імені Генрика Венявського» Товариства Венявського в Любліні (Польща).
- Золота медаль Пошани Товариства Венявського в Любліні (Польща).
- Великий командорський хрест із зіркою Королівського ордена Святого Станіслава (Wielki Krzyż Komandorski z Gwiazdą Orderu Świętego Stanisława)(Польща).
- 12 березня 2003 р. — Почесна відзнака «За заслуги перед польською культурою» (Odznaka honorowa «Zasłużony dla Kultury Polskiej») (Польща).
- 24 серпня 2004 р. — орден «За заслуги» ІІІ ступеня (Україна)[20].
- 2005 р. — лауреат однієї з найпрестижніших міжнародних премій у галузі культури та мистецтва — «Olympus»[21].
- 2005 р. — звання Почесного Генерал-майора Міжнародної  громадської  організації «Українське Козацтво» і вручення ордену «Золота Зірка Героя Українського Козацтва».
- 24 листопада 2005 р. — Почесна Грамота Верховної Ради України[19].
- 27 червня 2006 р.— II ступінь — Срібна медаль «За заслуги в культурі Gloria Artis» (Польща)[22].
- 5 лютого 2010 р. — І ступінь — Золота медаль «За заслуги в культурі Gloria Artis» (Польща)[22].
- 25 жовтня 2010 Міжнародна премія в галузі культури та мистецтва ОЛІМП з орденом Св. Миколая «Суспільне визнання»[23].
- 29 лютого 2012 р. — Офіцерський Хрест Ордену Заслуги Республіки Польща[24][25].
- 2016 р. — Почесна Відзнака Львівської Національної музичної Академії ім. М.Лисенка.
- 12 червня 2016 р. — диплом «Почесний член Львівської Національної філармонії»[26].
- 2016 р. — диплом «Почесний член Львівської національної опери»[26].
- 5 червня 2018 р. — диплом Почесного президента Академічного камерного оркестру «Кантабіле» Волинської Філармонії, Луцьк[1].
- 28 червня 2025 р. — Почесна відзнака міста Кутаїсі (Грузія)